# Rosa turkestanica
Rosa turkestanica — вид рослин з родини трояндових (Rosaceae).

## Поширення
Вид зростає в Казахстані.

## Синоніми
Синонім: Rosa echidna Sumnev.